# Лучистые змеи
Лучистые змеи (лат. Xenopeltis) — род змей из надсемейства Pythonoidea, выделяемый в монотипическое семейство Xenopeltidae. Включает 2 вида: Xenopeltis unicolor и Xenopeltis hainanensis, распространённых в Юго-Восточной Азии.

## Описание

### Внешний вид
Небольшие, длиной до 1—1,3 м, змеи, имеющие цилиндрическое тело и короткий хвост. Голова покрыта крупными щитками; чешуя тела гладкая, блестящая, с сильным радужным отливом. Кости черепа прочно срастаются между собой, но нижняя челюсть способна к значительному растяжению, благодаря подвижному соединению зубных костей. Зубы мелкие, многочисленные и сильно изогнутые, располагаются на обеих челюстях и на нёбе. Сохранены оба легких (правое вдвое больше левого), но рудименты таза и задних конечностей отсутствуют.

### Распространение
Ареал рода охватывает Юго-Восточную Азию от Мьянмы и Южного Китая до Малайского архипелага и Филиппин.

### Образ жизни
Увидеть этих змей в дневное время в природе трудно: они ведут полуподземный, роющий образ жизни и днем скрываются под камнями и в норах. Часто закапываются в лесную подстилку, роют ходы в мягком грунте, на поверхности появляются только по ночам. Обитают во влажных лесах, обычны в садах и на рисовых полях. Охотятся на мелких змей, лягушек, грызунов, птиц. Добычу умерщвляют, сдавливая в кольцах тела, как удавы и питоны. Раздраженная змея быстро вибрирует хвостом (что очень характерно для многих ужеобразных змей), а также выделяет пахучий секрет с чесночным запахом.

## Классификация
В состав рода включают 2 вида:
- Xenopeltis unicolor Reinwardt, 1827 — Лучистая змея
- Xenopeltis hainanensis Hu & Zhao, 1972

Ранее в семейство включался род двухцветные змеи (Loxocemus), который сейчас выделяется в отдельное семейство.